# 阿马帕杜马拉尼扬
阿马帕杜马拉尼扬是巴西马拉尼昂州的一个市镇。总面积442.319平方公里，总人口6168人，人口密度13.9人/平方公里。